# Cybianthus piresii
Cybianthus piresii är en viveväxtart som beskrevs av J.J. Pipoly. Cybianthus piresii ingår i släktet Cybianthus, och familjen viveväxter. Inga underarter finns listade i Catalogue of Life.